# Stian Sivertzen
Stian Sivertzen, född 28 mars 1989, är en norsk snowboardsåkare specialiserad på boardercross som tävlar för Kongsberg IF. 
Sivertzen blev juniorvärldsmästare i boardercross 2007 och slutade på tredje plats i X Games 2009 i Aspen i samma disciplin.
Han gjorde sin olympiska debut i de Olympiska vinterspelen 2010 i Vancouver där han överlevde kvalomgången för att sedan åka ut i åttondelsfinalen efter fall.